# سد مارویاما
سد مارویاما (به انگلیسی: Maruyama Dam) یک سد در مرز مناطق میتاکه و یائوتسو در استان گیفوی ژاپن است. این سد در قسمت بالایی رودخانه کیسو ساخته شده‌است.
این سد یک سد وزنی است که ۹۸٫۲ متر (۳۲۲ فوت) بلندا دارد و پس از جنگ جهانی دوم به عنوان بخشی از یک پروژه بزرگ سدسازی در سراسر کشور ساخته شد.

## منطقه اطراف

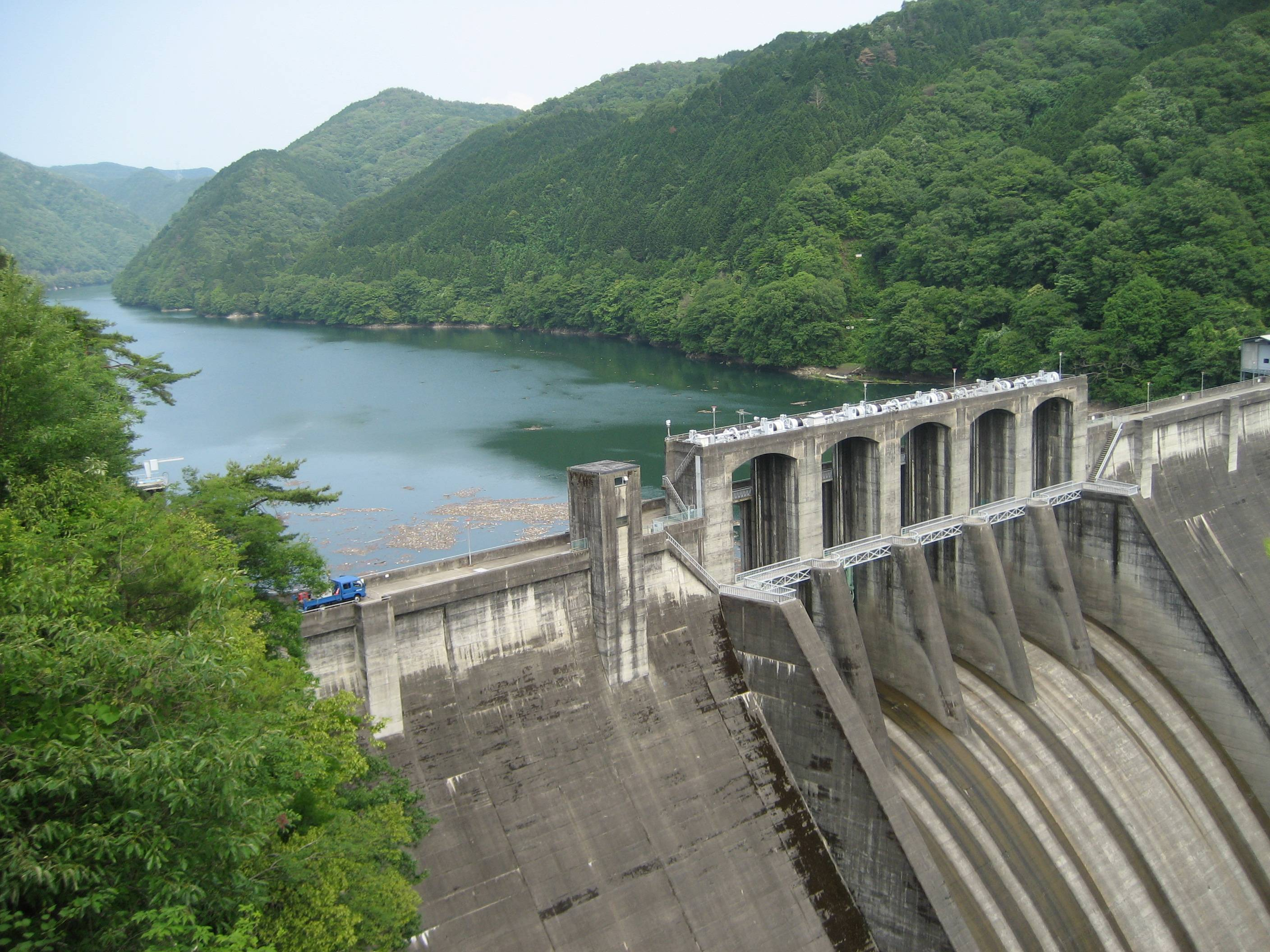
سد مارویاما با دره سوسوی در پشت آن

دره سوسوئی (蘇水峡Sosui-kyō) با تکمیل سد شکل گرفت. این منطقه همراه با تنگه اِنا در بالادست، بخشی از پارک شبه ملی هیدا-کیسوگاوا است.